# Plagiobothrys acanthocarpus
Plagiobothrys acanthocarpus är en strävbladig växtart som först beskrevs av Charles Vancouver Piper, och fick sitt nu gällande namn av Ivan Murray Johnston. Plagiobothrys acanthocarpus ingår i släktet tiggarstavar, och familjen strävbladiga växter. Inga underarter finns listade i Catalogue of Life.